# Jean-François Thomas (prêtre jésuite)
Ne doit pas être confondu avec Jean-François Thomas ou Jean-François Thomas de Thomon.
Jean-François Thomas (né en 1957 à Nancy, Meurthe-et-Moselle) est un prêtre jésuite, écrivain, enseignant et chroniqueur français.

## Biographie
Il est fils d'un officier des armées. En 1981, à la Sorbonne, il soutient sa thèse de doctorat en philosophie sur le jésuite Pierre Teilhard de Chardin, dirigée par Claude Bruaire. Il obtient également une maîtrise en théologie à la Weton School of Theology en 1988. La même année, il est ordonné prêtre de la Compagnie de Jésus. Il enseigne successivement la philosophie au séminaire de Paray-le-Monial, puis à l'Institut de théologie de Lugano (Tessin, Suisse) en 1992.
Auteur prolifique d'essais et parfois de romans, il est un temps missionnaire à Manille (Philippines), où il exerce comme professeur de philosophie en même temps qu'il participe à la sauvegarde des enfants des rues (dont Darwin Ramos) avec la Fondation Tulay ng Kabataan (TNK) qu'il a fondée,.
Il intervient régulièrement au Club des hommes en noir, l'émission en ligne de la revue catholique L'Homme nouveau, ainsi qu'aux Belles figures de l'histoire sur CNews. C'est aussi un chroniqueur régulier du site d'actualités catholique Aleteia et du site royaliste légitimiste Vexilla Galliae, ainsi que de la revue papier née de ce dernier.

## Décoration
- Chevalier de la Légion d'honneur (nommé le 6 avril 2007)[5],[6].

## Publications

### Essais
- Simone Weil et Edith Stein. Malheur et souffrance (préf. Gustave Thibon), éditions Lessius, 1997, 218 p. (ISBN 978-2872990207)
- Initiation à Teilhard de Chardin, Éditions du Cerf, 1998 (ISBN 978-2204057073)
- Comme un lys au milieu des ronces, Salvator, 2013, 320 p. (ISBN 978-2706707896)
- Comme un lys au milieu des épines (préf. du père Francis Volle), Via Romana, 2014, 342 p. (ISBN 979-1090029699)
- Les Mangeurs de cendres. Petit traité spirituel, Via Romana, 2015, 300 p. (ISBN 978-2372710367)
- Chemin de croix, Via Romana, 2017, 80 p. (ISBN 978-2-37271-072-5)
- Méditation des mystères du Rosaire, Via Romana, 2021, 180 p. (ISBN 978-2372711562)
- Méditations quotidiennes. Automne (ill. P. Réginald Pycke), Via Romana, 2022, 200 p. (ISBN 978-2372712248)
- Méditations quotidiennes. Hiver (ill. P. Réginald Pycke), Via Romana, 2022, 200 p. (ISBN 978-2372712255)
- Chemin de croix illustré (ill. P. Réginald Pycke), Via Romana, 2023, 61 p. (ISBN 978-2-37271-234-7)
- Méditations quotidiennes. Printemps (ill. P. Réginald Pycke), Via Romana, 2023, 200 p. (ISBN 978-2372712224)
- Méditations quotidiennes. Été (ill. P. Réginald Pycke), Via Romana, 2023, 200 p. (ISBN 978-2372712231)
- Les Vertus méditées, Via Romana, 2023, 192 p. (ISBN 978-2372712507)
- La France en son âme, Via Romana, 2025, 170 p. (ISBN 978-2-37271-195-1)

### Romans
- Comme un bruissement d'ailes, Éditions du Jubilé, 2003, 220 p. (ISBN 978-2866793531)
- Les Larmes de la forêt, Via Romana, 2017, 285 p. (ISBN 978-2372710671)
- Le Goût des Myrtilles, Via Romana, 2018, 462 p. (ISBN 979-1090029392)
- Chaque chose belle en son temps…, éditions Dominique Martin Morin, 2021, 430 p. (ISBN 978-2856524428)
- L'Erreur. En chemin vers la lumière, éditions Dominique Martin Morin, 2024, 304 p. (ISBN 978-2856524794)